# Songgom Lor
Songgom Lor is een bestuurslaag in het regentschap Brebes van de provincie Midden-Java, Indonesië. Songgom Lor telt 8404 inwoners (volkstelling 2010).